# K.k. Ministerium des Innern
Das k.k. Ministerium des Innern in Wien bestand von 1848 bis 1918, bis 1867 im Kaisertum Österreich, von 1867 an in Cisleithanien, dem westlichen Teil Österreich-Ungarns.

## Geschichte
Die 1749 verfügte Eingliederung der bisherigen Böhmischen und Österreichischen Hofkanzlei in das neugeschaffene Directorium in publicis et cameralibus war einer von mehreren Versuchen, die Verwaltung der habsburgischen Lande zu reformieren. Im revolutionären Umfeld der Jahre 1848/49 erfolgte die Umstellung vom Kameral- zum Monisterialsystem.
Im Kaisertum Österreich, von 1867 an in Cisleithanien, dem westlichen Teil Österreich-Ungarns, bestand von daher 1848 bis 1918 das k.k. Ministerium des Innern. Es wurde in Nachfolge der Hofkanzlei gegründet. Erster Ressortchef war, eine Woche nach dem Sturz Metternichs in der Revolution von Kaiser Ferdinand I. am 20. März 1848 ernannt, Franz von Pillersdorf. Die Minister wurden vom Kaiser ohne Mitwirkung parlamentarischer Gremien ernannt und enthoben. Pillersdorf folgte im November 1848 Franz Seraph von Stadion als Innenminister. Im Juli 1849 musste Stadion das Innenministerium an Alexander Freiherr von Bach abtreten. Unter Bach wurde am 8. Juni 1849 nach einer kaiserlichen Entschließung die k.k. Gendarmerie gegründet. Feldmarschallleutnant Johann Franz Kempten Freiherr von Fichtenstamm wurde per Handschreiben des Kaisers zum ersten Gendarmerie-Generalinspektor ernannt. Das Strafgesetzbuch wurde 1852 neu kodifiziert. 1860 wurde das Innenministerium des Innern mit Justiz- und Unterrichtsministerium zum Staatsministerium vereinigt. 1862 traten das Gesetz zum Schutze der persönlichen Freiheit sowie das Gesetz zum Schutze des Hausrechts in Kraft. 
Der österreichisch-ungarische Ausgleich 1867 unter dem Reichskanzler Friedrich Ferdinand von Beust führte dazu, dass das k.k. Ministerium des Innern nicht mehr für die ungarische Reichshälfte zuständig war, sondern nur noch für die im Reichsrat vertretenen Königreiche und Länder. In der Folge kam es zur Einführung der Staatsgrundgesetzes (Dezemberverfassung) für die cisleithanischen (nicht-ungarischen) Länder der Habsburgermonarchie, in dem u. a. die Rechte der Staatsbürger geregelt waren. Das Staatsgrundgesetz über die Ausübung der Regierungs- und Vollzugsgewalt ging gleichfalls auf Initiative des Verfassungsausschusses zurück und stellte das Pendant zum Staatsgrundgesetz über die richterliche Gewalt dar, indem es die Exekutive regelte. Es wurde insbesondere die Unverantwortlichkeit des Monarchen und die Verantwortlichkeit der Minister festgelegt (die näheren Bestimmungen hierzu enthielt ein bereits am 25. Juli 1867 ergangenes Gesetz). Dem Kaiser wurde der Oberbefehl über die bewaffnete Macht belassen; das Verordnungsrecht der Minister wurde geregelt.
Letzter kaiserlicher Innenminister war Edmund Ritter von Gayer, der seine deutschösterreichischen Agenden Anfang November 1918 an den am 30. Oktober 1918 berufenen Staatssekretär des Innern, Heinrich Mataja, übergab und vom abtretenden Kaiser Karl I. am 11. November 1918 formell enthoben wurde.

## Aufgaben
Die Aufgaben des Ministeriums des Innern war anfangs recht weitreichend. Es umfasste neben der Inneren Sicherheit und Verwaltung auch die Bereiche der Landwirtschaft, Ernährung und Sozialverwaltung im gesamten Kaisertum Österreich. 
1852 wurde das k.k. Ministerium des Innern institutionell geschwächt, da eine dem Kaiser direkt unterstellte eigene Polizeibehörde etabliert wurde. 1860 bis 1867 war das Ministerium des Innern mit Justiz- und Unterrichtsministerium zum Staatsministerium vereinigt worden. Die Kompetenzen des Ministeriums wurden mit der Bildung des Ackerbauministeriums (11. Jänner 1868) reduziert. Am 30. Dezember 1867 wurde zudem das k.k. Ministerium für Landesverteidigung und öffentliche Sicherheit eingesetzt, 1870 wurde dieses in k.k. Ministerium für Landesverteidigung umbenannt. Ab diesem Jahr gingen die Aufgaben der Wahrung der öffentlichen Sicherheit wieder in das Ministerium des Inneren über. Bis 1916 war das Ministerium des Innern auch für die Sozialverwaltung zuständig.

## Gebäude

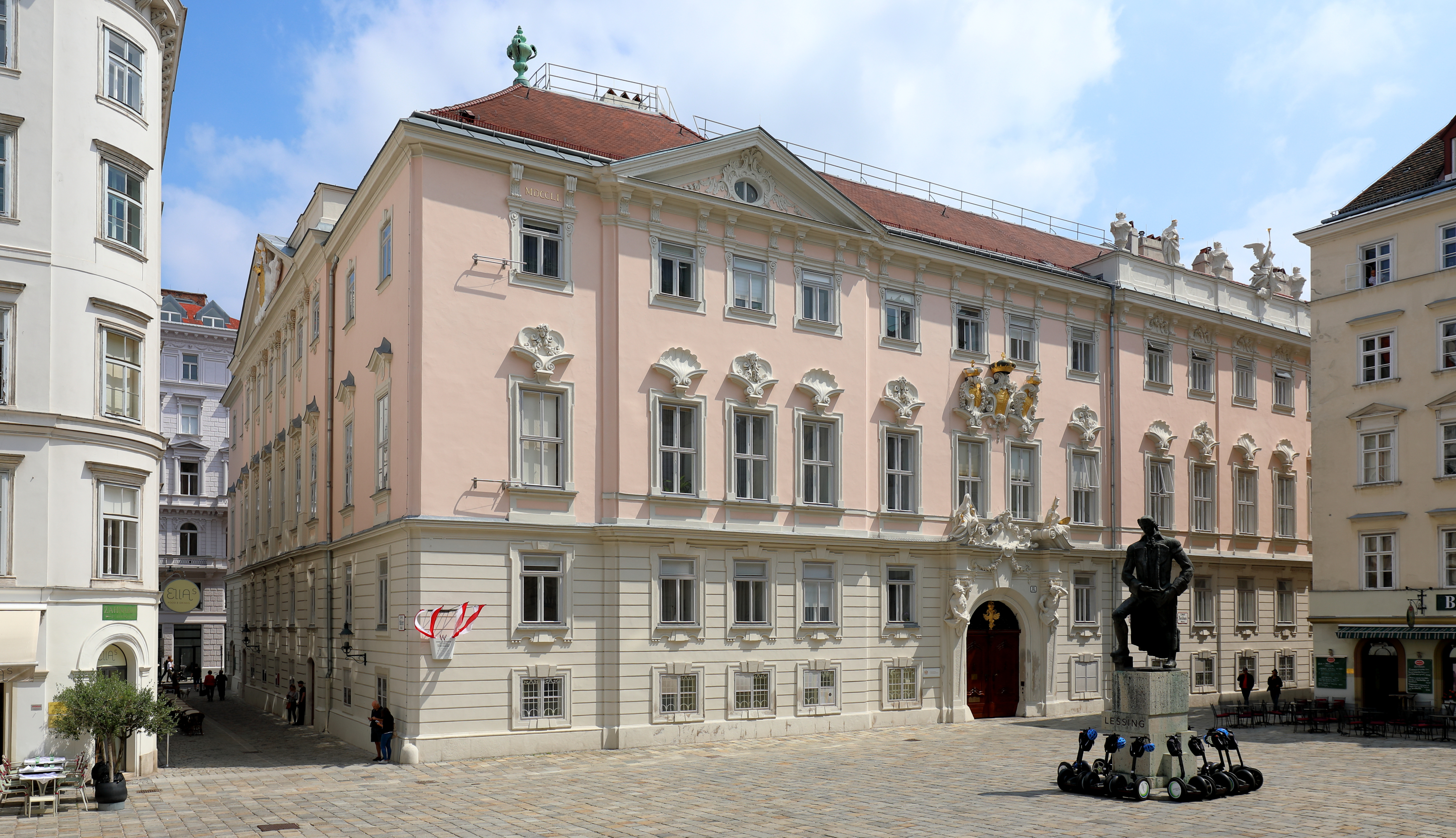
Böhmische Hofkanzlei am Judenplatz in Wien

Die Böhmische Hofkanzlei am Judenplatz war seit der Gründung 1848 Sitz des k.k. Ministerium des Innern.
Das Palais der Böhmischen Hofkanzlei wurde von 1709 bis 1714 nach Plänen von Johann Bernhard Fischer von Erlach errichtet. Matthias Gerl wurde mit der Erweiterung des Palais beauftragt. In den Jahren von 1751 bis 1754 verdoppelte Gerl das Palais nach Westen hin symmetrisch, sodass das Palais in seiner ursprünglichen Hauptfront zur Wipplingerstraße nunmehr zwanzig Achsen mit zwei giebelbekrönten Risaliten aufweist. Durch das Bombardement am 11. Mai 1809 erlitt das Gebäude schwere Schäden. 1822 entfernte man Statuen und Deckengemälde. Weitere Umbauten erfolgten im 19. Jahrhundert. Unter anderem wurde das Innere 1895/1896 von Emil von Förster neu gestaltet und erhielt damals im Wesentlichen sein heutiges Aussehen.

## Minister
Der Minister wurde vom Kaiser im Einvernehmen mit dem ebenfalls von ihm ernannten k.k. Ministerpräsidenten ernannt und enthoben.
- Franz Seraph von Stadion (1806–1853), Minister des Innern ab 28. Juli 1849
- Alexander von Bach (1813–1893), Minister des Innern ab 28. Juli 1849 bis nach der Schlacht von Solferino 1859
- Agenor Gołuchowski der Ältere (1812–1875), Minister des Innern bis Dezember 1860
- Karl Mecséry de Tsoór (1804–1889), Minister des Innern ab Dezember 1860 bis 27. Juli 1865 (1860 bis 1867 mit Justiz- und Unterrichtsministerium zum Staatsministerium vereinigt)
- Friedrich Ferdinand von Beust (1809–1886), Staatsminister
- Eduard Taaffe (1833–1895), Minister von 7. Februar 1867 bis 23. Dezember 1867, k.k. Minister des Innern (für die im Reichsrat vertretenen Königreiche und Länder)
- Carl Giskra (1820–1879), Minister vom 30. Dezember 1867 bis 12. April 1870
- Eduard Taaffe, Minister vom 12. April 1870 bis 6. Februar 1871
- Karl Sigmund von Hohenwart (1824–1899), Minister vom 6. Februar 1871 bis 30. Oktober 1871
- August von Wehli, Minister vom 30. Oktober 1871 bis 25. November 1871
- Josef Lasser von Zollheim (1814–1879), von 25. November 1871 bis 4. Juli 1878
- Adolf von Auersperg (1821–1885), Minister des Innern von 4. Juli 1878 bis 15. Februar 1879
- Eduard Taaffe, Minister des Innern ab 15. Februar 1879 bis 11. November 1893
- Olivier Marquis de Bacquehem (1847–1917), Minister des Innern ab 11. November 1893 bis 19. Juni 1895
- Erich von Kielmansegg (1847–1923), Minister des Innern ab 19. Juni 1895 bis 30. September 1895
- Kasimir Felix Badeni, mit der Leitung beauftragt
- Paul Gautsch von Frankenthurn (1851–1918), Minister des Innern ab 30. November 1897 bis 5. März 1898
- Franz von Thun und Hohenstein (1847–1916), Minister des Innern ab 5. März 1898 bis 2. Oktober 1899
- Ernest von Koerber (1850–1919), Minister des Innern ab 2. Oktober 1899 bis 21. Dezember 1899
- Josef Stummer, (beauftragt) von 21. Dezember 1899 bis 18. Jänner 1900
- Ernest von Koerber, Minister des Innern ab 18. Jänner 1900 bis 31. Dezember 1904
- Artur Bylandt-Rheidt (1854–1915), von 1. Jänner 1905 bis 1. Mai 1906
- Konrad zu Hohenlohe-Schillingsfürst (1863–1918), von 2. Mai 1906 bis 2. Juni 1906
- Richard von Bienerth-Schmerling (1863–1918), von 2. Juni 1906 bis 15. November 1908
- Guido von Haerdtl (1859–1928), von 15. November 1908 bis 9. Jänner 1911
- Max Wickenburg (1857–1918), von 9. Jänner 1911 bis 3. November 1911
- Karl Freiherr Heinold von Udynski (1862–1943), bis 1. Dezember 1915
- Konrad Prinz von Hohenlohe-Waldenburg-Schillingsfürst (1863–1918), vom 1. Dezember 1915 bis 29. August 1916
- Erasmus Freiherr von Handel (1860–1928), vom 30. August 1916 bis 21. Oktober 1916 im Amt
- Friedrich von Toggenburg (1866–1956), ab 11. Juni 1917 im Amt
- Edmund Ritter von Gayer (1860–1952), vom 11. Juni bis 11. November 1918 letzter k.k. Minister des Innern